# Graham Bell (calciatore)
Graham Thomas Bell (Middleton, 30 marzo 1955) è un ex calciatore inglese, di ruolo centrocampista. Era figlio di Tommy Bell, anch'egli calciatore professionista.

## Caratteristiche tecniche
Di ruolo centrocampista centrale e trequartista, era dotato di una buona visione di gioco.

## Carriera
Bell dopo essersi formato nel Chadderton, nel dicembre 1973 passa all'Oldham Athletic, che nella stagione 1974 lo prestarono agli statunitensi del Denver Dynamos, franchigia della North American Soccer League, con cui ottiene il terzo e ultimo posto nella Central Division, non riuscendo ad accedere ai playoff del torneo.
Tornato in patria militerà nel club di Oldham dal 1974 al 1979 nella serie cadetta inglese. Militò nella cadetteria inglese sino al 1979, anno in cui lasciò i Latics. 
Nel marzo 1979 passa per £80.000 al Preston N.E., con cui retrocede in terza serie al termine della Second Division 1980-1981. Restò con i Lilyehites sino al 1983, quando rimane svincolato, ad esclusione di un breve prestito all'Huddersfield Town.
Nella stagione 1983-1984 torna a giocare in cadetteria in forza al Carlisle Utd, con cui ottenne il settimo posto in campionato.
Tra il 1984 al 1986 gioca nel Bolton, nel terza divisione inglese. Nella stagione 1986-1987 scende in quarta serie, ottenendo con il Tranmere il ventesimo posto finale. 
Negli anni seguenti gioca nelle serie dilettantistiche inglesi in forza all'Hyde, Mossley e Horwich RMI. Nelle serie inferiori avrà anche alcune esperienze da allenatore.